# Капша
Капша (рус. Капша; веп. Kapšjogi) река је на северозападу европског дела Руске Федерације. Протиче преко територија Лодејнопољског и Тихвинског рејона на истоку Лењинградске области. Десна је притока реке Паше (притоке Свира), те део басена језера Ладога и реке Неве (све у басену Балтичког мора).
Река Капша свој ток почиње као отока језера Капшозеро на западним обронцима Вепског побрђа (део Валдајског побрђа). Укупна дужина водотока је 115 km, док је површина сливног подручја око 1.700 km². Карактерише је доста брз ток и велики пад (укупно 135,5 метара или 1,18 метара по километру тока), а ширина самог водотока расте од 10—15 м у горњем до 50 метара у доњем делу тока. Корито је углавном песковито и шљунковито, а местимично на подручјима са брзацима на површину избијају кречњачке стене. Обале су углавном обрасле четинарским и листопадним шумама, знатно ређе ливадама.